# Маразліївка (Маразліївська сільська громада)
Маразлі́ївка — село в Україні, у Білгород-Дністровському районі Одеської області. Адміністративний центр Маразліївської сільської громади. Населення становить 1397 осіб.

## Перейменування об'єктів топоніміки
Розпорядженням «Про перейменування вулиць населених пунктів Маразліївської сільської ради» від 25 січня 2016 року № 14/2016, керуючись статтею 42 Закону України «Про місцеве самоврядування в Україні», Законом України «Про добровільне об'єднання територіальних громад» враховуючи рекомендації Українського інституту національної пам'яті, з метою подолання спадщини тоталітарного минулого та впровадження суспільних позитивних перетворень та з метою відродження в селі Маразліївка перейменовані такі об'єкти топоніміки:
| Сучасна назва  | Попередня назва      |
| -------------- | -------------------- |
| вулиця Миру    | вулиця Радянська     |
| вулиця Шкільна | вулиця Комсомольська |
| вулиця Дружби  | вулиця Колгоспна     |
| вулиця Сонячна | вулиця Жовтнева      |
| провулок Миру  | провулок Піонерський |

## Населення
Згідно з переписом 1989 року населення села становило 1459 осіб, з яких 654 чоловіки та 805 жінок.
За переписом населення 2001 року в селі мешкали 1394 особи.

### Мова
Розподіл населення за рідною мовою за даними перепису 2001 року:
| Мова       | Відсоток |
| ---------- | -------- |
| українська | 94,56 %  |
| російська  | 4,29 %   |
| молдовська | 0,72 %   |
| болгарська | 0,29 %   |
| білоруська | 0,07 %   |